# Équipe du Japon des moins de 17 ans de football
Maillots
L'équipe du Japon des moins de 17 ans est une sélection de joueurs de moins de 17 ans au début des deux années de compétition placée sous la responsabilité de la Fédération du Japon de football.
L'équipe a remporté 4 fois la Coupe d'Asie des nations des moins de 16 ans et fut 2 fois quart de finaliste de la Coupe du monde de football des moins de 17 ans.

## Parcours en Coupe d'Asie des nations de football des moins de 17 ans
- 1985 : 1er tour
- 1986 : Non qualifié
- 1988 : 1er tour
- 1990 : Non qualifié
- 1992 : Non qualifié
- 1994 :  Vainqueur
- 1996 : 4e
- 1998 : 1er tour
- 2000 :  3e
- 2002 : 1er tour
- 2004 : 1er tour
- 2006 :  Vainqueur
- 2008 : Demi-finaliste
- 2010 : Demi-finaliste
- 2012 :  Finaliste
- 2014 : Quart de finaliste
- 2016 : Demi-finaliste
- 2018 :  Vainqueur
- 2023 :  Vainqueur

## Parcours en Coupe du monde des moins de 17 ans
- 1985 : Non qualifié
- 1987 : Non qualifié
- 1989 : Non qualifié
- 1991 : Non qualifié
- 1993 : Quart de finaliste
- 1995 : 1er tour
- 1997 : Non qualifié
- 1999 : Non qualifié
- 2001 : 1er tour
- 2003 : Non qualifié
- 2005 : Non qualifié
- 2007 : 1er tour
- 2009 : 1er tour
- 2011 : Quart de finaliste
- 2013 : Huitième de finaliste
- 2015 : Non qualifié
- 2017 : Huitième de finaliste
- 2019 : Huitième de finaliste
- 2023 : Huitième de finaliste

## Sélections

### U17
Les joueurs suivants ont été nommés pour un camp d'entraînement, qui s'est tenu du 27 au 30 avril 2023 au JFA YUME Field.
Gardiens
- Soma Amano
- Taisei Kambayashi
- Rui Araki

Défenseurs
- Yumeki Yoshinaga
- Ryu Uchikawa
- Keita Kosugi
- Shotaro Shibata
- Kaito Tsuchiya
- Kotaro Honda
- Haruto Matsumoto
- Yugo Okawa
- Yuya Kuroki

Milieux
- Ora Takahashi
- Daiki Miyagawa
- Gakuto Kawamura
- Shungo Sugiura
- Joi Yamamoto
- Umi Kajisa
- Kohei Mochizuki
- Gaku Nawata
- Ryunosuke Sato
- Kaito Konomi
- Tokumo Kawai

Attaquants
- Ginji Yamamoto
- Taiyo Yamaguchi
- Shota Kofie

### U16
Les joueurs suivants ont été appelés pour disputer les éliminatoires de la Coupe d'Asie des nations des moins de 17 ans 2023, pour des matchs joués en octobre 2022,.
Gardiens
- Wataru Goto
- Taisei Kanbayashi
- Ali Tanaka

Défenseurs
- Shotaro Shibata
- Shuto Nagano
- Keita Kosugi
- Kotaro Honda
- Yota Fujii
- Kai Yamada
- Kaito Tsuchiya
- Yumeki Yoshinaga
- Yuto Uehara

Milieux
- Joi Yamamoto
- Yotaro Nakajima
- Motoki Nishihara
- Shungo Sugiura
- Ryunosuke Sato
- Ryunosuke Yada
- Tokumo Kawai

Attaquants
- Yutaka Michiwaki
- Gaku Nawata
- Homare Tokuda
- Shota Kofie

### U15
Les joueurs suivants disputeront la J-Village Cup en août 2022,.
Gardiens
- Amato Noguchi
- Rui Araki

Défenseurs
- Shunya Sakai
- Yusei Shima
- Soichiro Mori
- Yugo Okawa
- Yuta Sugawara
- Hikaru Yamaguchi
- Yuya Kuroki

Milieux
- Tokumo Kawai
- Taiga Hirayama
- Kanta Kawasaki
- Kazuki Fukushima
- Taiki Kono
- Yuto Nomura
- Kento Hamasaki
- Ryuki Osa
- Muku Fukuta

Attaquants
- Reis Yazaki
- Katsuma Fuse
- Keito Kumashiro
- Kota Sekiguchi

## Palmarès
- Championnat d'Asie de football des moins de 16 ans : 
  - Vainqueur : 1994, 2006 et 2018.
- Tournoi de Montaigu
  - Vainqueur en 2004
  - Finaliste en 2005

## Anciens joueurs
- Hidetoshi Nakata (?-1994)
- Naohiro Takahara
- Jun'ichi Inamoto
- Shinji Ono
- Kisho Yano